# Sällstorps kyrka
Sällstorps kyrka är en kyrkobyggnad i kyrkbyn Sällstorp i Varbergs kommun. Den tillhör sedan 2012 Veddige-Kungsäters församling (åren 2006-2012 Veddige församling och tidigare Sällstorps församling) i Göteborgs stift.

## Historia
Kyrkan har medeltida anor. Rester av det kapell, som munkar från Ås kloster lät uppföra på 1250-talet, avsett för dem som arbetade på klostret tillhörig jord, ingår troligtvis i kyrkans västra del.

## Kyrkobyggnaden
Sällstorps kyrka är byggd av vitputsad sten och murarna är över en meter tjocka. Byggnaden förlängdes mot öster 1791, varvid den fick sin nuvarande tresidiga koravslutning. Västtornet, vars överdel har tre huvformade, spånklädda fall, uppfördes 1772 i trä och ersatte då klockstapeln. Långhuset har sadeltak och är klätt med taktegel. Det är valmat över koravslutningen. 
10 januari 1877 annonserad Byggkommitén via C. Engeström om entreprenadauktion för förbättringar: En ny altartavla skulle anskaffas som skulle passa i en samidigt anskaffad ram med bestämda mått passande till kyrkan. Tavlan skulle vara färdig med valt motiv senast 1878. En ny orgel var beställd och den gamla orgeln utbjöds till försäljning med villkor att den fick avlägsnas från kyrkan tidigast våren 1878. Taket skulle gipsas på insidan och arbetet igångsättas tidigast våren 1878.
En kraftfull renovering 1880 förändrade radikalt interiören. Den gamla altaruppsatsen och predikstolen avlägsnades och dekorationsmålningarna i taket täcktes över med träpanel. Senare 1915 tillkom sakristian i norr. 
Vid 1950-1951 års restaurering strävade man efter att återställa 1700-talsinteriören. Den gamla undanställda altaruppsatsen togs åter fram och kompletterades och restaurerades liksom takmålningarna. Interiören färgsattes med utgångspunkt från dessa. De gamla fönstren med blybågar sattes åter in. Även utvändigt blev byggnaden renoverad och ommålad.

## Takmålningar

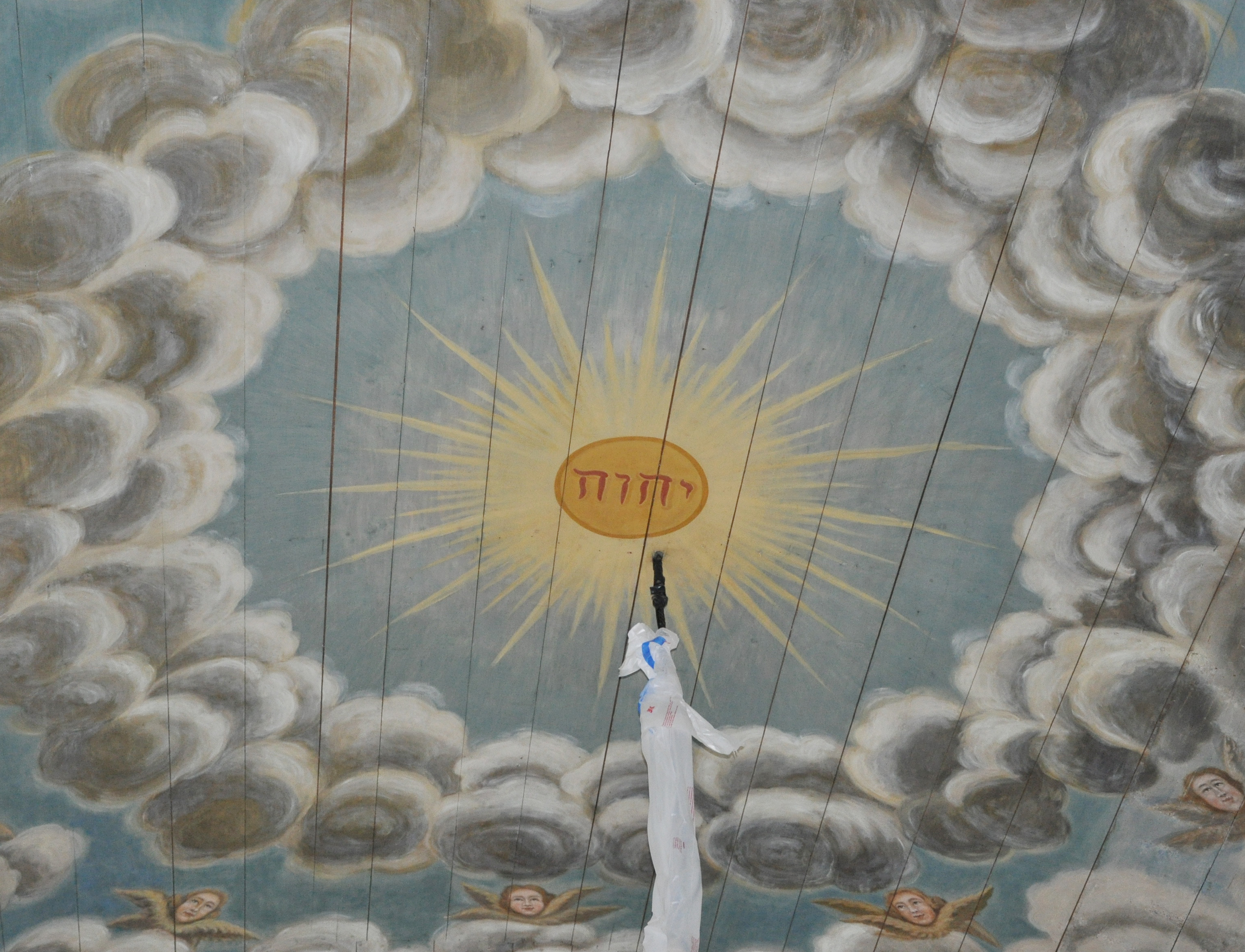
Rekonstruerad del av takmålning från 1950.

Långhusets innertak är ett valmat tunnvalv av trä. År 1723 utförde Sven Wernberg en takmålning, som efter förlängning av koret, fick kompletteras 1793-1794 med målningar utförda av Jacob Magnus Hultgren. Alla takmålningar täcktes i slutet av 1800-talet över med vitmålade bräder, vilka även ommålades 1928. Målningarna togs åter fram av konservator Thorbjörn Engblad vid en restaurering 1950, varvid han även avlägsnade den helvetesscen som Hultgren hade målat dit och som täckte Wernbergs. Saknade motivdelar på utbytta omålade bräder fick rekonstrueras.

## Inventarier

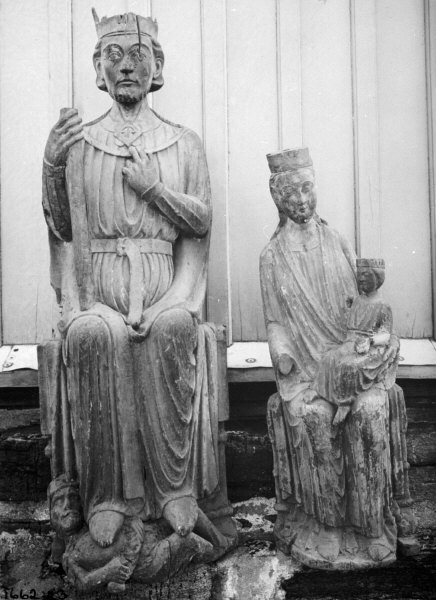
Träskulpturer: sittande Sankt Olof och Madonna

- Dopfunten av kalksten är importerad från Gotland[2] och är troligen från 1200-talet. Funten är i tre delar och har en höjd av 87 cm. Cuppan är cylindrisk med rundad undersida. Skaftet koniskt med en vulst upptill och fotplattan rund. Den har bemålats med marmorimitation i sen tid.[5]
- Altaruppsatsen i snidat trä är från 1723[6] och har jämte altartavlan skulpturer föreställande den korsfäste Jesus, med Johannes och Maria på var sida.
- En nyare altaruppsats och predikstol, tillverkade 1880 av Johannes Johansson i Mjöbäck, förvaras inte i kyrkan.
- Predikstolen med baldakin är från 1679.[6]
- Två skulpturer av trä från 1200-talets senare hälft föreställer S:t Olof och Jungfru Maria.[2]
- Viss inredning från 1800-talet är nedmonterad och förvaras i tornet.[2]

### Klockor
- Storklockan, ursprungligen gjuten 1515, blev omgjuten 1936.
- En helt ny lillklocka anskaffades 1936. Den gamla lillklockan förvaras sedan dess i tornet. Den är gjuten 1733. Diameter: 80 cm. Vikt: 325 kg.

### Orgel
- Kyrkans gamla orgel var byggd år 1800 av Lars Strömblad (1779-1809),  med 16 stämmor. Den såldes när en ny orgel var beställd 1877.
- Nuvarande orgeln är tillverkad 1879 av E. A. Setterquist & Son, Örebro. Församlingen godkände verket utan besiktning då Setterquists rykte som orgelbyggare var mycket gott. Orgeln invigdes söndagen 27 juli 1879.[7] Den omdisponerades 1954 av Tostareds Kyrkorgelfabrik och renoverades 1987 av A. Magnusson Orgelbyggeri AB. Det mekaniska instrumentet har tretton stämmor fördelade på två manualer och pedal.[8]